# 23 (getal)
Drieëntwintig is het natuurlijke getal volgend op 22 en voorafgaand aan 24.

## In wiskunde
Drieëntwintig is:
- een priemgetal.
- een gelukkig getal.

## In het Nederlands
- Drieëntwintig is een hoofdtelwoord.

## In de tijdsrekening
- 23 is het grootste aantal gehele uren in de tijdaanduiding van een dag.
- Drieëntwintig uur (23.00 uur) is elf uur in de avond.

## Overige
- 23 is het atoomnummer van het scheikundig element vanadium (V).
- Het jaar 23 v.Chr., het jaar 23, 1923 of 2023
- Drieëntwintig is het aantal chromosoomparen bij de mens.
- Julius Caesar werd vermoord met 23 messteken.
- Volgens de islam zou de Koran aan Mohammed geopenbaard zijn tijdens een periode van 23 jaar.
- Er bestaat ook een 23 enigma. In dit enigma wordt ervan uitgegaan dat alle gebeurtenissen zijn verbonden met het getal 23, een modificatie van het getal 23 of getallen die gerelateerd zijn aan het getal 23.
- Het nummer 23 was het rugnummer van basketballegende Michael Jordan.
- Een nationaal voetbalteam bestaat uit 23 spelers. 20 veldspelers en 3 keepers.